# بيل تومسون (سائق سباقات)
بيل تومسون (بالإنجليزية: Bill Thompson)‏ هو سائق فورملا 1 أسترالي. امتدت مسيرته من سنة 1929 إلى 1935. فاز بجائزة أستراليا الكبرى ثلاث مرات.

## بطولات فاز بها
- جائزة أستراليا الكبرى 1930
- جائزة أستراليا الكبرى 1932
- جائزة أستراليا الكبرى 1933